# Radhia Nasraoui
Radhia Nasraoui (Tunis, 1953) is een Tunesische advocate, gespecialiseerd in de verdediging van de mensenrechten en de bestrijding van folteringen.

## Levensloop
Nasraoui begon in de jaren 1970 campagne te voeren voor de mensenrechten. Tunesië werd nog geregeerd door Habib Bourguiba die manifestaties van studenten en arbeiders verbood. Ze trad toe tot een advocatenbureau dat het op zich nam beschuldigde studenten te verdedigen.
In 1978 was Zwarte Donderdag het signaal voor een algemene staking, die gepaard ging met bloedige rellen, waarbij heel wat slachtoffers vielen. Nasraoui opende vervolgens haar eigen advocatenkantoor.

## Strijd voor de mensenrechten
Ze was in 2003 medeoprichter van de Association de lutte contre la torture en Tunisie. Ze werd er voorzitster van en begon actie te voeren tegen de 'systematische foltering' in Tunesië, sinds het aantreden in 1987 van president Zine el-Abidine Ben Ali.
Onvermijdelijk werd ook zij onderworpen aan politieoptredens. Het Comité van de Verenigde Naties tegen de discriminatie ten aanzien van vrouwen, rapporteerde:
- dat op 12 februari 1998 het kantoor van Radhia Nasraoui vernield werd en de meeste dossiers gestolen,
- dat haar woning bestendig onder bewaking stond,
- dat haar telefoonlijn regelmatig werd onderbroken of afgeluisterd,
- dat haar dochters permanent intimidaties te verduren kregen,
- dat ze op 8 Mei 2001 werd vastgehouden op het vliegveld van Tunis, bij een terugkeer uit Parijs en de documenten die ze bij zich had werden verbeurd,
- dat in Augustus 2001 haar auto vernield werd,
- dat vanaf januari 2002 zij en haar dochters in toenemende mate werden lastiggevallen.[6]

Van 15 oktober tot 10 december 2003 begon ze aan een hongerstaking, uit protest tegen de familiale en professionele achtervolging waar ze het slachtoffer van was, en om een veroordeling te bekomen van diegenen die haar in Juli fysiek hadden aangerand. Ze eindigde haar hongerstaking op de 55ste verjaardag van de Universele Verklaring van de Rechten van de Mens
Radhia Nasraoui bleef lijden onder vervolging gedurende de volgende jaren en tot aan de Tunesische revolutie van 2010-2011, vooral gekenmerkt door de val van president Ben Ali. Ze werd in die periode de meest bekende voorvechtster van de mensenrechten en tegen folteringen in Tunesië. Ze werd een van de belangrijkste opiniemakers tijdens de Arabische Lente.
De revolutie eenmaal voorbij, bleef ze gevallen van foltering en slechte behandeling van gevangenen aanklagen.
Ze is ook lid van het erecomité van het Russell Tribunaal aangaande Palestina, dat in werking trad op 4 maart 2009.

## Privé
Radhia Nasraoui is getrouwd met Hamma Hammami, die sinds 1981 secretaris-generaal is van de communistische Parti des travailleurs. Ze hebben drie dochters: Nadia, Oussaïma en Sarah.

## Ondersteuning van haar man
Op 2 februari 2002 werd Hamma Hammami samen met Abdeljabbar Madouri en Samir Taamallah veroordeeld tot negen jaar gevangenis, vanwege hun lidmaatschap van de verboden Tunesische Communistische Arbeiderspartij. Op 3 maart werd de straf in beroep voor Hammami herleid tot drie jaar en twee maanden.
Op 26 juni 2002 begon Nasraoui aan een hongerstaking uit protest tegen de opsluiting van haar man. Robert Ménard, secretaris-generaal van Reporters zonder grenzen ondersteunde haar actie. Talrijke mensenrechtenorganisaties kwamen in actie en op 31 juli 2002 werd Hamma vrijgelaten.
Op 18 oktober 2005 steunde ze opnieuw haar man die aan een hongerstaking begon samen met zeven oppositieleden: Ahmed Néjib Chebbi, secretaris-generaal van de Parti démocrate progressiste, Abderraouf Ayadi, vicevoorzitter van de Congrès pour la République, rechter Mokhtar Yahyaoui, Mohamed Nouri, voorzitter van de 'Association internationale de soutien aux prisonniers politiques' en Lotfi Hajji, voorzitter van het 'Syndicat de journalistes tunisiens'. De hongerstaking duurde 32 dagen en had als motief de nieuwe aanvallen die de burgersamenleving in Tunesië te verduren kreeg.

## Eerbetoon
- Eredoctor van de ULB (2005).
- Genoemd als kandidaat voor de Nobelprijs van de Vrede (2011).[21][22][23]
- Olof Palme-prijs (2012)
- Laureaat van de Prijs voor de Menselijke Waardigheid van de Roland Bergerstichting (2011) voor haar opmerkelijke bijdrage tot de Arabische Lente en voor de bescherming van de menselijke waardigheid.[24]
- Eredoctor van de Universiteit van Bergen (2013) voor haar inzet ten gunste van de mensenrechten in Tunesië.[25]

## Voetnoten
1. ↑  Katalin Wrede, « Radhia Nasraoui – Leading the fight against torture in Tunisia », Berliner Menschenwürde Forum, 18 novembre 2011. Gearchiveerd op 28 november 2018. Geraadpleegd op 1 juni 2013.
2. ↑  Klaus-Peter Schmid, « Tunesien: Generalstreik und Aufruhr », Die Zeit, 3 février 1978
3. ↑  Biographie de Radhia Nasraoui (African Success)
4. ↑  « Radhia Nasraoui annonce la création d'une association de lutte contre la torture », Associated Press, 25 juin 2003
5. ↑  Radhia Nasraoui, militante des droits de l'Homme, L'entretien de France 24, France 24, 28 juni 2008
6. ↑  Portrait de Radhia Nasraoui (Comité pour l'élimination de la discrimination à l'égard des femmes)
7. ↑  Observatoire pour la protection des défenseurs des droits de l'homme, “Security First” und die Menschenrechte. Jahresbericht 2003, éd. de l'Aube, La Tour d'Aigues, 2004, pp. 332 et suiv. ISBN 2-88477-076-3 ()
8. ↑  « Radhia Nasraoui: Hungerstreik zur Verteidigung meiner Würde », Amnesty International, 15 octobre 2003
9. ↑  Monique Mas, « Radhia Nasraoui arrête sa grève de la faim », Radio France internationale, 10 décembre 2003
10. ↑  Annegret Mathari, « Verschärfte Repression in Tunesien », Neue Zürcher Zeitung, 2010
11. ↑  Jahel Mielke, « Da wusste ich, dass ich etwas tun muss », Der Tagesspiegel, 22 november 2011
12. ↑  Parvin Sadigh, « Die Frauen der Revolte », Die Zeit, 10 février 2011
13. ↑  « Tunesier beklagen Folter », n-tv, 22 mai 2011
14. ↑  Parcours de Hamma Hammami (Amnesty International)
15. ↑  Portrait de Radhia Nasraoui (Fondation Roland Berger)
16. ↑  Radhia Nasraoui a mis fin à sa grève de la faim, Reporters sans frontières, 30 juillet 2002
17. ↑  « Heftige Kritik am tunesischen Regime », Neue Zürcher Zeitung, 31 juillet 2002
18. ↑  « Radhia Nasraoui beendet Hungerstreik », Amnesty International, 2 août 2002
19. ↑  « Hamma Hammani released from prison », Reporters sans frontières, 4 septembre 2002
20. ↑  Simon Petite, « Assiégée, l'opposition tunisienne recourt à la grève de la faim », Le Courrier, 4 novembre 2005
21. ↑  Kristian Berg Harpviken, directeur van het 'Peace Research Institute Oslo' acht het waarschijnlijk, nog voor de Nobelprijs voor de Vrede wordt toegekend (2011), dat Radhia Nasraoui onder de laureaten zal verschijnen, als vertegenwoordiger van de Arabische Lente.
22. ↑  PRIO Director's Nobel Peace Prize Speculations 2011 (Peace Research Institute Oslo)
23. ↑  Christian Nünlist, « Geht der Friedensnobelpreis an das « Facebook-Girl »? », Aargauer Zeitung, 6 octobre 2011[dode link]
24. ↑  « „Roland Berger Preis für Menschenwürde“ an Frau Radhia Nasraoui, das „Arabic Network for Human Rights Information“ und Herrn Mazen Darwish verliehen », Fondation Roland Berger, 22 novembre 2011[dode link]
25. ↑  « L’UMons remet les insignes de Docteurs Honoris Causa à cinq éminentes personnalités », La Dernière Heure, 15 mai 2013